# Brøndby haveby

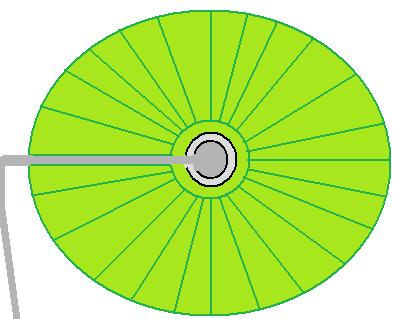
Brøndby haveby. Tekening van de ronde volkstuinen

Brøndby Haveby (De ronde volkstuinen) is een volkstuinencomplex in de Deense plaats Brøndby.
In 1964 besloot men in Brøndby om een gebied als volkstuin in te richten. De architect Mygind ontwierp een model dat geleek op een taart. In elke ronde cirkel van 9600 m2 werden 24 punten aangelegd van elk 400 m2. In het midden is een plein waar iedere eigenaar kan parkeren.
Het idee komt van de oude plattelandsdorpen waar de bewoners elkaar bij de bron ontmoetten en nieuwtjes uitwisselden.
De tuinen zijn beroemd geworden en zijn opgenomen in een fotoserie met de naam Jorden set fra himmelen (De aarde vanuit de hemel bezien).
Er zijn nu 284 volkstuinen verdeeld over 12 ronde taarten. Doordat de afscheidingen vanuit het midden oplopen van 80 cm hoogte naar 180 cm, heeft men ervoor gezorgd dat het zonlicht ook hier goed door kon dringen. Ieder huisje, van maximaal 50 vierkante meter, is voorzien van elektra, toilet en watervoorziening. Het is toegestaan om er te wonen van 1 april tot 1 oktober, en in de weekenden van 1 oktober tot 1 april.
In het midden worden vaak activiteiten georganiseerd zoals tuinfeesten en concerten.
Brøndby Haveby is lid van de Kolonihaveforbundet (volkstuinvereniging). Het is deze vereniging die de waarde bepaalt van ieder huisje wanneer dit te koop staat. Het doorverkopen tegen een hogere prijs dan die door de vereniging is vastgesteld, is door de vereniging verboden.
Een video van TV2.dk toont de volkstuinen vanuit de lucht: kloakdæksler eller kolonihave? (putdeksels of volkstuinen?)